# Hôtel de François-Marc
L'Hôtel de François-Marc est un hôtel particulier situé au centre-ville de Grenoble. Construit en 1490, il tire son nom de l'un de ses anciens occupants, François Marc, conseiller au Parlement du Dauphiné.

## Situation

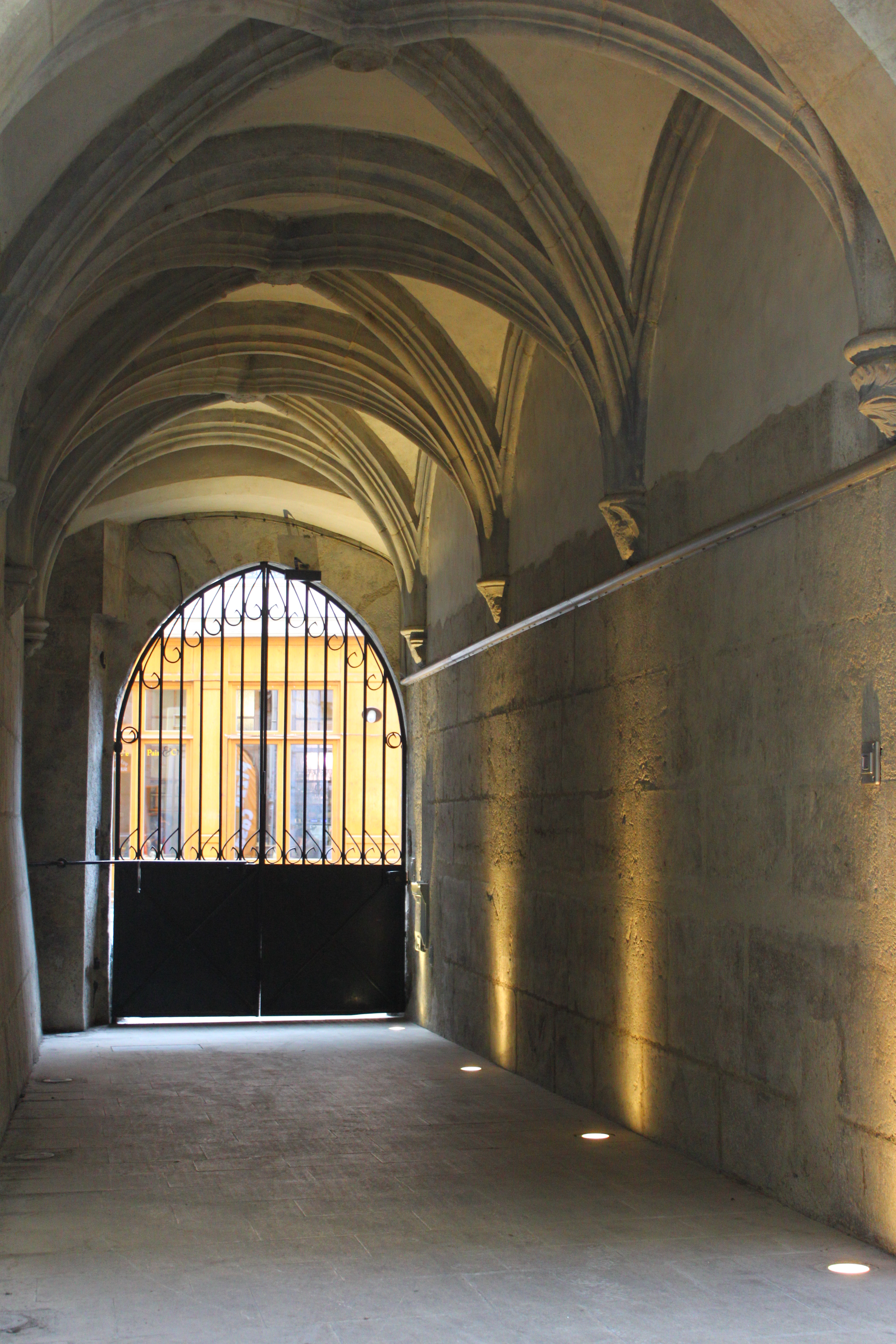
Couloir voûté menant à la cour intérieure

Cet immeuble est situé dans le centre historique de Grenoble, au 22 rue Barnave. Son portail se trouve dans un angle de mur, surmonté d'un écu sculpté représentant un lion ailé symbole de l'évangéliste saint Marc.
Derrière le portail se trouve un passage voûté sur croisées d'ogives qui mène vers la cour intérieure. Dans l'un des angles de la cour se trouve une tourelle d'escalier dont le linteau de la porte présente un dais d'honneur sculpté en forme de draperie surmontant le blason de la famille, martelé à la Révolution.

## Historique

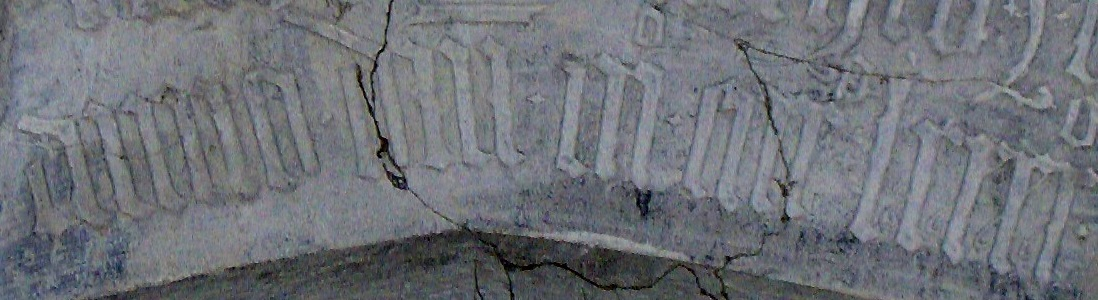
Année de construction gravée sur clé de voûte porche côté cour :
"anno dni MCCCCLXXXX"

La construction d'origine date de 1490. Le bâtiment a été remanié au XVIIe siècle et au XIXe siècle. Tout d'abord inscrit au monument historique en 1927 puis en 1990, l'hôtel fait finalement l'objet d'un classement au titre de monument historique le 12 juin 1992